# Adán Balbín
Adán Adolfo Balbín Silva (ur. 13 października 1986 w Huaral, Peru) – peruwiański piłkarz, grający na pozycjach obrońcy i pomocnika.

## Kariera klubowa
Karierę sportową Balbín rozpoczął w 2005 roku jako piłkarz Unión Huaral. W tym klubie rozegrał 50 spotkań i strzelił 3 gole. 2 lata później Balbín podpisał kontrakt z Coronelem Bolognesi, grającym również w lidze peruwiańskiej. Wraz z klubem zdobył wicemistrzostwo kraju w 2007. W sumie w barwach tego klubu Balbín rozegrał 70 spotkań i strzelił 3 gole.
Od 2009 Balbín jest piłkarzem Universidad San Martín Lima, z którym rok później zdobył mistrzostwo kraju.

## Kariera reprezentacyjna
W reprezentacji Peru Balbín zadebiutował 17 listopada 2010 roku w meczu z Kolumbią. W reprezentacji Balbín rozegrał 9 spotkań i nie strzelił gola. Uczestniczył w turnieju Copa América 2011, gdzie wystąpił w 5 spotkaniach i zdobył z reprezentacją Peru brązowy medal.